# ۱۲۳۰ (میلادی)
۱۲۳۰ (میلادی) هزارو دویست و سیمین سال تقویم میلادی است.

## رویدادها

### بر پایه منطقه

#### آفریقا
- سونجاتا کیتا حکمرانی خود در مالی را آغاز کرد. (تاریخ تقریبی)
- در دهکدهٔ سیبی، سونجاتا کیتا، واقع در غرب آفریقا، بنیان‌گذار امپراتوری مالی مردم مالینکی را به انعقاد پیمان میان خودشان ملزم  کرد.

#### آسیا
- ۱۰–۱۲ اوت – نبرد یاسیسمن: سلطان کیقباد اول سلجوقیان روم، با شکست جلال‌الدین خوارزمشاه، شاه پارس، به حکومت خوارزمشاهیان پایان داد.
- دودمان سنا در بنگال سقوط کرد.

#### اروپا
- ۹ مارس – نبرد کلوکونیستا: ایوان آسر دوم، تزار بلغارستان، تئودور کامننوس دوکاس، امپراتور تسالونیکا را شکست داد. پس از آن، بلغارستان به سرعت سلطهٔ خود بر سراسر قلمروی تئودور در تراکیه، مقدونیه و آلبانی را گسترش داد. منطقهٔ دوک‌نشین پلوودیو و قلمروی پادشاهی مستقل الکسیوس اسلاو نیز تسخیر، و به خاک بلغارستان ضمیمه شدند.[۱]
- شبه‌جزیره ایبری – نبرد آلانخه: آلفونزوی نهم ابن هدی‌الیمادی را شکست داد. این پیروزی، راه سربازان لئونی را به سمت باداخوس باز کرد.[۲] سانچو دوم، پادشاه پرتغالی نیز به حمله به سوی جنوب ادامه داده و شهرهای بژا، ژورمنا، سرپا و مورنا را تصرف کرد.[۳]
- ۲۴ سپتامبر – پادشاهی‌های لئون و گالیسیا تحت نظر فردیناند سوم کاستیل با پادشاهی کاستیل و پادشاهی کاستیلی تولدو متحد شدند.
- شوالیه‌های تتونیک به پروس دعوت شدند، تا پروسی‌ها و یاتواژها را به پذیرش دین مسیحیت مجبور کنند.

### بر پایه موضوع

#### هنر
- مجموعهٔ ترانه‌ها و اشعار کارمینا بورانا جمع‌آوری شد. (تاریخ تقریبی)[۴]

## زادگان
- اودس بورگاندی (د. ۱۲۶۶)
- هو سانچینگ، مورخ چینی (د. ۱۳۰۲)
- رادولف اول، مارگراف بادن-بادن (د. ۱۲۸۸)
- آنا اشتاوفر، امپراتور نیقیه (د. ۱۳۰۷)

## درگذشتگان
- ۲ مه – ویلیام دو بروز، نجیب‌زادهٔ آنگبو-نورمن (اعدام شده)
- ۲۸ ژوئیه – لئوپولد ششم، دوک اتریش (ز. ۱۱۷۶)
- ۲۳ سپتامبر (یا ۲۴ سپتامبر) – آلفونزو نهم لئون (ز. ۱۱۷۱)
- ۲۵ اکتبر – گیلبرت دو کلر، ارل پنجم گلاستر، سرباز انگلیسی (ز. ۱۱۸۰)
- ۱۵ دسامبر – پرمیسل اوتاکار یکم
- ۱۵ دسامبر – برنگاریای نابارا، ملکهٔ همسر ریچارد یکم انگلستان

تاریخ ناشناخته – نیکولای دو لا های، دژبان قلعه لینکلن (ز. ۱۱۵۰)